# 桑塞多尼宫
43°19′09″N 11°19′54″E / 43.319041°N 11.331759°E

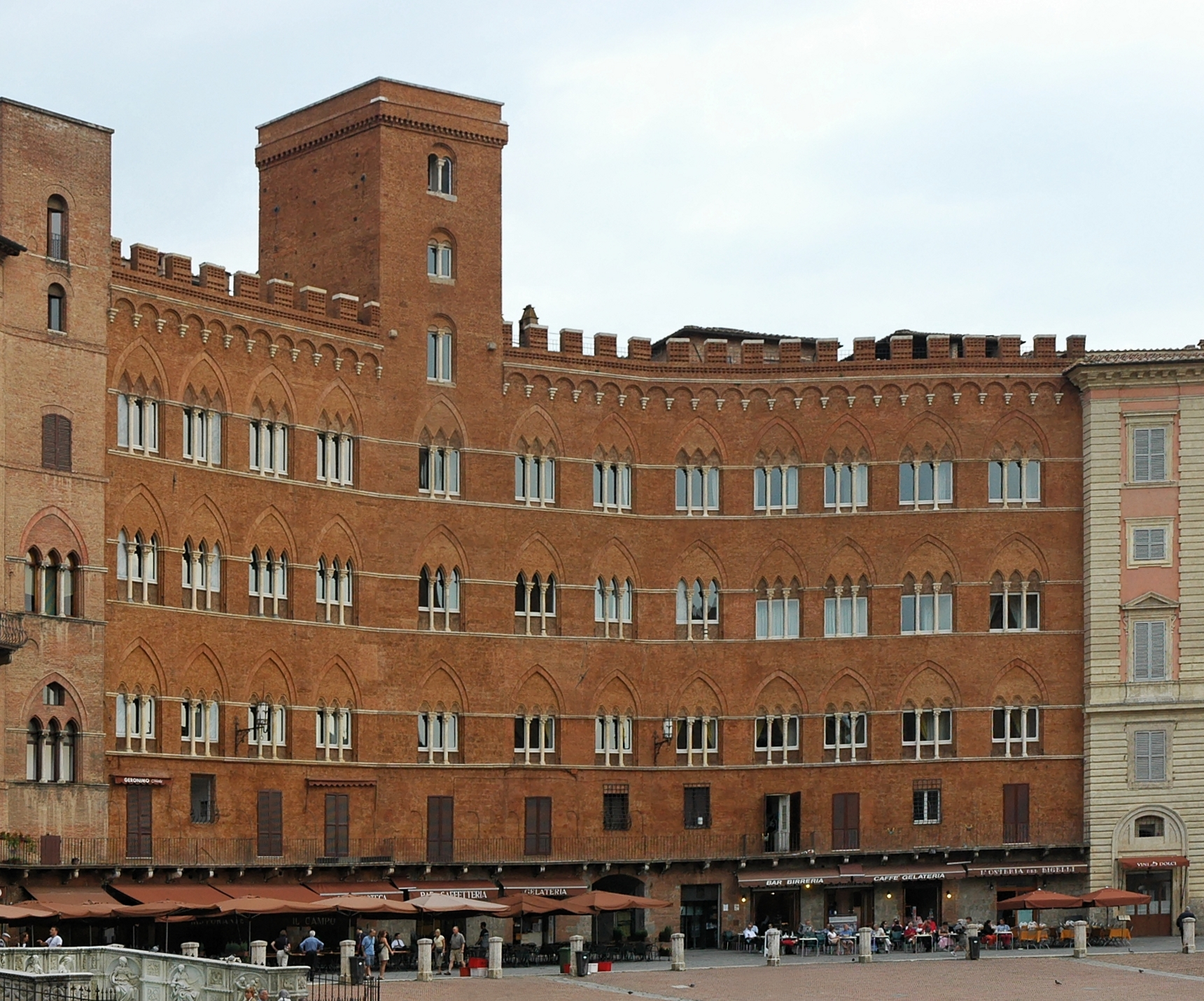
桑塞多尼宫

桑塞多尼宫（Palazzo Sansedoni）是意大利锡耶纳的一座历史建筑，位于田野广场。
桑塞多尼宫是田野广场上最显赫的一座私人楼宇，建于十三世纪末，由5座贵族府邸合并而成，还占用了一条进入广场的通道。1339年， 奥古斯丁·乔万尼主持了建筑群的修复和扩建。庄严的砖砌立面是在十八世纪修复。
由于广场的形状，建筑的立面是弯曲的。塔楼在中世纪比现在要高得多，与曼吉亚塔楼相竞争。
各个房间内的装饰是十八世纪的。
目前设于此建筑的是意大利西雅那银行（Monte dei Paschi）。